# Frederic Lluís de Schleswig-Holstein-Sonderburg-Beck
Frederic Lluís de Schleswig-Holstein-Sonderburg-Beck — en alemany Friedrich Ludwig von Schleswig-Holstein-Sonderburg-Beck— (Beck, actualment Alemanya, 6 d'abril de 1653 - Königsberg, 7 de març de 1728) era fill del duc August Felip (1612 - 1675) i de la comtessa Maria Sibil·la de Nassau-Saarbrücken (1628 - 1699). No va arribar a heretar els dominis de Beck, tot i ostentar-ne el títol de duc, donat que aquests van passar a mans dels seu germà gran August (1652 - 1689), el fill del qual, Frederic Guillem, morí a la batalla de Francavilla a Sicília el 1719. Els dominis del ducat passaren a mans de la vídua Maria Antònia Isnardi di Castello, comtessa de Sanfré (1692 - 1762), i les seves filles.

## Família
L'1 de gener de 1685 es va casar a Augustenburg amb Lluïsa Carlota de Schleswig-Holstein-Sonderburg-Augustenburg (1658 - 1740), filla del duc Ernest Gunther (1609 - 1689) i la princesa Augusta de Schleswig-Holstein-Sonderburg-Glücksburg (1633 - 1701). El matrimoni va tenir onze fills:
- Dorotea (1685 - 1761), casada amb Jordi Frederic de Brandenburg-Bayreuth (1688 - 1735).
- Frederic Guillermo (1687 - 1749), hereu i successor del ducat, casat amb la comtessa Lluïsa Dabrowa, primer, i després amb Úrsula de Dohna-Schlodien (1700 - 1761).
- Frederic, nascut i mort el 1688.
- Sofia (1689 - 1693)
- Carles Lluís (1690 - 1774), casat amb Anna de Saxònia (1707-1769).
- Amàlia (1691 - 1693)
- Felip (1693 - 1729)
- Lluïsa (1694 - 1773), casada amb Albert de Seeguth.
- Pere August (1697 - 1775), casat amb Sofia de Hessen-Philippsthal (1695 - 1728).
- Sofia Enriqueta (1698 - 1768), casada amb Albert Cristòfol de Dohna-Schlobitten (1698 - 1752).
- Carlota (1700 - 1785), abadessa de Quedlinburg.